# يحيى بن أكثم
يحيى بن أكثم بن محمد بن قطن الشريفي الأسيدي التميمي (160 هـ - 22 ذو الحجة 242 هـ - 776م - 857م): عالِم، وإمام، وفقيه، ومُحدِّث، ويُعّد من تبع التابعين. وكان يحيى رفيع القدر، عالي الشهرة، من نبلاء الفقهاء، يتصل نسبه بأكثم بن صيفي حكيم العرب. ولد بمرو، ونشأ في البصرة. وحدث عنه: الترمذي، وأبو حاتم الرازي، والبخاري، وطائفة من الكبار.
وكان يحيى من كبار قادة المأمون أيام مقامه في خراسان قبل سنة 201 هـ،وولى المأمون يحيى قضاء البصرة سنة 202 هـ بعد أن عزل محمد الأنصاري،قال وكيع الضبي:«قدومه إياها يوم الأربعاء لخمس خلون من شهر رمضان سنة اثنتين ومائتين. وكان يحيى قاهر الأمره شديد الأشراف عليه، سائساً لأصحابه، صارماً في القضاء، لا يطعن عليه فيه»،وفي سنة 210 هـ عزله المأمون عن البصرة، وولاه قاضي القضاة بالعاصمة بغداد.
إلى جانب منصب قاضي القضاة أضاف المأمون إلي يحيى تدبير مملكته، فكان وزراء الدولة لا يقدمون ولا يؤخرون في شيء إلا بعد عرضه عليه. وغلب على المأمون حتى لم يتقدمه عنده أحد. وكان مع تقدمه في الفقه وأدب القضاء، حسن العشرة، حلو الحديث، استولى على قلب المأمون حتى أمر بأن لا يحجب عنه ليلا ولا نهارا. ولما توجه المأمون إلى مصر في سنة 215 هـ صَحِبه القاضي يحيى بن أكثم، فولاه قضاء مصر مدة لأيام، ثم خرج مع المأمون وقفلا راجعين إلى بغداد. كما أنه صحب المأمون في زيارته لدمشق.
ليحيى غزوات وغارات، منها أن المأمون وجّهه سنة 216 هـ إلى بعض جهات الروم، فعاد ظافرا.ولما مات المأمون وولي المعتصم، عزله عن القضاء، فلزم بيته. وآل الأمر إلى المتوكل فرده سنة 237 هـ إلى عمله. ثم عزله سنة 240 هـ وأخذ أمواله، فأقام قليلا، وعزم على المجاورة بمكة، فرحل إليها، فبلغه أن المتوكل صفا عليه، فانقلب راجعا، فلما كان بالربذة مرض وتوفي فيها عن عمر قارب ثلاثة وثمانين عاماً.
وكان يحيى ظريفا، كثير المزاح، قال وكيع الضبي:«وكان يحيى كثير المزاح، لا يدع الهزل في مجلسه، له طرائف في الهزل»،وكان ذو ميول مثلية يحب المرد في شبابه، وفي ذلك قال الذهبي:«كان عبثه بالمرد أيام الشبيبة، فلما شاخ أقبل على شأنه، وبقيت الشناعة... ودعابة يحيى مع المرد أمر مشهور، وبعض ذلك لا يثبت، وكان ذلك قبل أن يشيخ. عفا الله عنه وعنا».

## نسبه
- هو: يحيى بن أكثم بن محمد بن قطن بن سمعان بن مشنج بن عبد عمرو بن عبد العزى بن أكثم بن صيفي بن رباح بن الحارث بن معاوية بن شريف بن جروة بن أسيد بن عمرو بن تميم بن مر بن إد بن طابخة بن  إلياس بن مضر بن نزار بن معد بن عدنان.[18][19]

## روايته للحديث النبوي
طلب يحيى بن أكثم العلم وسمع الحديث ودرس الأدب والفقه وهو غلاماً يافع، فسمع من ابن المبارك نحو سنة 175 هـ، وفي ذلك قال عبد الله بن أحمد بن حنبل: «لما سمع يحيى بن أكثم، من ابن المبارك، وكان صغيرا، صنع أبوه طعاما ودعا الناس ثم قال: اشهدوا أن هذا سمع من ابن المبارك وهو صغير». وسمع في البصرة من خلق كثير وهو شاباً. وفي حدود سنة 180 هـ نزل الحجاز، وسمع من: عبد العزيز بن أبي حازم، وعبد العزيز الدراوردي، وطائفة. ثم لم يلبث أن أخذ عصا ترحاله في طواف مستمر بين الأمصار، وسمع في الكوفة من: عيسى بن يونس، جرير الكوفي، وعبد الله بن إدريس الكوفي، والفضل السيناني، وشعبة بن عياش، ووكيع بن الجراح، وطائفة. وفي البصرة سمع من: هشيم بن بشير، وعبد السلام بن حرب، وغندر، وابن علية، وطائقة. وكان يحيى أبو بكر بن أبي شيبة - وهو من أقرانه - ملازمان للمحدث الكوفي الشهير حفص بن غياث، قال علي بن خشرم: «أخبرني يحيى قال: صرت إلى حفص بن غياث، فتعشينا عنده، فأتى بعس فشرب منه، ثم ناوله أبا بكر بن أبي شيبة، فشرب منه، فناوله أبو بكر يحيى بن أكثم، فقال له: أيسكر كثيره قال: أي والله، وقليله».وسمع يحيى بن أكثم من مكة والشام وباقي المدن الكبار، أمثال: سفيان بن عيينة، وحفص بن عبد الرحمن البلخي، ويحيى بْن الضريس الرازي، وعلي بن عياش الحمصي، وخلق كثير.

## ممن روى عنه الحديث
أصبح يحيى بن أكثم عالمًا بالفقه، بصيرًا بالأحكام، حتى اشتهر أمره بين الناس وطلبة العلم، فأخذ عنه جمع غفير من مشاهير علماء الأمة، فمن أبرز تلامذته الذين رووا عنه: علي بن خشرم وهو من أقرانه، الإمام الترمذي صاحب السنن، وعلي بن المديني إمام المحدِّثين في عصره، ومحمد بن إسماعيل البخاري صاحب الجامع الصحيح، وأبو حاتم الرازي المحدِّث المفسِّر، ومحمد بن إسحاق السراج، وإسماعيل بن إسحاق القاضي، وغيرهم. وقيل كان حنفيًّا، وقيل شافعيًّا، وقد ذكره الدارقطني في أصحاب الشافعي.

## سيرته
وُلِد في خلافة المهدي العباسي، كان من أئمة الاجتهاد وله تصانيف أهمها كتاب «التنبيه». ولكثرة فضائله قرَّبه المأمون العباسي وعهد إليه بمنصب قاضي القضاة، فغلب يحيى على المأمون حتى لم يتقدمه عنده أحد، واستطاع يحيى أن يخفف من الآثار الضارة التي كان يتركها قاضي المحنة أحمد بن أبي دؤاد على الخليفة المأمون، وكان له تأثير على قرارات المأمون مثل قرار إباحة نكاح المتعة والكثير من القرارات الأخرى التي أقنع المأمون بِخطأ هذه الأمور ومخالفتها للشرع والقرآن والسنة النبوية حتى رجع عنها.
ويقال: ولي قضاء البصرة وهو في العشرينيات من عمره، فاستصغره الناس. وقيل له: كم سن القاضي؟ فقال: أنا أكبر من عتاب بن أسيد الذي ولاه رسول الله ﷺعلى مكة، وأكبر من معاذ حين وجه به رسول الله على قضاء اليمن، وأكبر من كعب بن سور الذي وجه به عمر قاضياً على البصرة.
وكان فقيهاً عالِماً مُحدِثاً مُفسراً مُجتهِداً فاضلاً مُحسناً فضيلاً من أحسن الناسِ خُلقاً وواسِع العِلم بِالفقه، كثير الأدب، حسن المناظرة، كثير التعبد، شديد الزهد، ويُعده علماء الجرح والتعديل صدوقاً ثِقةً، وقال طلحة بن محمد الشاهد: «كان يحيى واسع العلم بالفقه، كثير الأدب، حسن العارضة، قائما بكل معضلة. غلب على المأمون، حتى لم يتقدمه عنده أحد مع براعة المأمون في العلم. وكانت الوزراء لا تبرم شيئا حتى تراجع يحيى ».

## وفاته
بقى يحيى بن أكثم مجاورًا بمكة حتى تناهى إليه أن المتوكل رضي عنه وصفا قلبه عليه، فانقلب راجعًا إلى العراق، فما كاد يصل إلى الربذة حتى مرض وأدركته المنية في ذي الحجة سنة 242 هـ - 857م، وكان آنئذٍ قد بلغ من العمر ثلاثًا وثمانين سنة. وقال ابن اخته: بلغ ثلاثاً وثمانين سنة. أما وكيع القاضي فيزعم أن أبو مالك أحمد بن أبي دؤاد قال: «قَالَ لي: يحيى بْن أكثم في سنة إحدى وأربعين: لي خمس وسبعون سنة، ومات في آخر سنة اثنتين وأربعين بالربذة»، وإن صح الخبر، فإن يحيى بن أكثم ولد سنة 165 هـ، ومات آخر سنة 242 هـ عن عمر قارب سبع وسبعين عاماً.